# Dawn (мини-альбом)
Dawn — пятый мини-альбом американской певицы современной христианской музыки Ребекки Сент-Джеймс, выпущенный 24 июля 2020 года. Он стал первой студийной записью Сент-Джеймс за девять лет и её первой записью на лейбле Heritage Music Group. Альбом получил положительные отзывы критиков, занял 6-е место в чарте христианских альбомов в Billboard Top Contemporary Christian. Из альбома вышел сингл «Battle Is the Lord’s» при участии Брэндона Лейка.

## История
10 января 2019 года Сент-Джеймс объявила, что пишет музыку для нового альбома вместе с часто сотрудничающим с ней Теддом Ти и что она подписала контракт с Heritage Music Group, импринтом Bethel Music. 29 апреля 2020 года Сент-Джеймс объявила в прямом эфире Facebook, что её новый альбом будет называться Dawn, хотя позже она уточнила в посте Instagram, что Dawn будет мини-альбомом (EP), а не полноформатной пластинкой.

## Отзывы
| Оценки критиков                 | Оценки критиков |
| Источник                        | Оценка          |
| ------------------------------- | --------------- |
| Today's Christian Entertainment | [ 8 ]           |
| Jesus Freak Hideout             | [ 9 ]           |
| JubileeCast                     | [ 10 ]          |

Альбом получил положительные и смешанные отзывы от музыкальных критиков. Jesus Freak Hideout присвоил альбому 3,5 звезды из 5, написав: «С учётом всех обстоятельств, это хороший альбом, граничащий с солидным, если вам нравится этот жанр, и, по крайней мере, долгожданное возвращение любимого голоса в жанре современная христианская музыка». Today’s Christian Entertainment присвоил альбому 4,5 звезды из 5, написав: «… Успокаивающий вокал Ребекки в сочетании с прекрасно аранжированной музыкой делают этот мини-альбом обязательным для добавления в ваши плейлисты и прекрасным спутником для проведения тихого времени с нашим Спасителем». И наоборот, JubileeCast поставил альбому 2,5 звезды из 5, написав: «После девятилетнего ожидания Dawn не звучит как альбом Ребекки Сент-Джеймс. Он звучит как современная композиционная запись поклонения, сделанная её продюсерами с Сент-Джеймс в качестве приглашённой вокалистки».

## Синглы
Единственный сингл с этого мини-альбома «Battle Is the Lord’s» был выпущен 12 июня 2020 года с участием приглашённого исполнителя Брэндона Лейка. Он занял 48 место в чарте Billboard Christian Songs, 34 место в чарте Christian Airplay и 24 место в чарте Christian Digital Song Sales. Концертная версия сингла была выпущена 28 марта 2021 года.

## Список композиций
По данным Spotify.
| №  | Название                                    | Автор(ы)                                          | Продюсеры       | Длительность |
| -- | ------------------------------------------- | ------------------------------------------------- | --------------- | ------------ |
| 1. | «Prelude»                                   | Seth Mosley Tedd Tjornhom                         | Mosley Tjornhom | 0:26         |
| 2. | «Middle of the Fire» (с Josh Baldwin)       | Baldwin Rebecca St. James Tjornhom                | Tjornhom Mosley | 3:46         |
| 3. | «Ready for the Rain»                        | Chris Davenport St. James Tjornhom                | Tjornhom Mosley | 4:34         |
| 4. | «Fall Back»                                 | Jonathan Smith Mosley Mia Fieldes St. James       | Mosley          | 4:12         |
| 5. | «Dawn» (с Luke Smallbone)                   | Mosley Smallbone St. James Tjornhom               | Tjornhom        | 4:57         |
| 6. | «Battle Is the Lord’s» (с Брэндоном Лейком) | Heath Balltzglier St. James Seth Condrey Tjornhom | Tjornhom Mosley | 3:55         |
| 7. | «Alleluia Jesus»                            | Kristene Dimarco St. James Tjornhom               | Tjornhom        | 4:46         |